# Tief im Südwesten Europas
Tief im Südwesten Europas, auch Spanientief oder Tief vor/über der Iberischen Halbinsel ist eine seltene Großwetterlage Europas.
Die Bezeichnung Tief im Südwesten Europas (TSW) ist eine der in der österreichischen Meteorologie üblichen Großwetterlagen-Kategorien.
Tiefdruckgebiete über Südwesteuropa sind vergleichsweise seltene Formen der Atlantiktiefs mit schon mittelatlantischem (subtropischem) Einfluss, die für ungewöhnliche Wetterphänomene sorgen. Die Westwinddrift, die Atlantiktiefs über Europa treibt, liegt üblicherweise deutlich weiter im Norden, da das Azorenhoch sie auf um die 45–60° Breite vorbeischleust. Tiefs vor der Iberischen Halbinsel treten nur bei sehr schwachem, abnorm weit nach Westen, oder überhaupt in den hohen Norden (High-over-Low-Lage) verlagertem Azorenhoch auf. Da die nördliche Breite der Westwinddrift mit dem Sonnenstand schwankt, ist diese Lage des Aktionszentrums für das Winterhalbjahr typisch.
Ein Tief im Südwesten Europas pumpt an seiner Vorderseite Warmluftmassen über Europa, daher bilden sich über den Alpen föhnige südwestliche Höhenströmungen oder echter (Nord-)Föhn. Parallel erhöht sich die Staubbelastung der Atmosphäre, vereinzelt kann es zu Saharastaub-Phänomenen kommen.
Auf der Iberischen Halbinsel herrscht derweilen Schlechtwetter, oft mit intensivem Regen oder Schnee, an der Rückseite kann polare Kaltluft tief nach Süden einströmen, bis hin zu Kältewellen und Schneefall an der westlichen afrikanischen Nordküste (Algerien, Marokko; Atlasgebirge).
Tiefs, die von Atlantik her eintreffen oder sich vor der spanisch-portugiesischen Küste bilden, laufen auf die Pyrenäen zu, und nehmen, wenn sie nicht zerfallen, üblicherweise zwei Wege:
- Nördlich vorbei über den Golf von Biskaya, dann spricht man auch von Tief über der Biskaya.[1] Diese treffen in Frankreich auf Land, und können entweder nördlich der Alpen passieren (Mitteleuropatief),[1][3] oder südöstlich ins Mittelmeer einwandern[4]
- Südlich vorbei über Nordspanien (Spanientief i. e. S.), und dann in das Mittelmeer[2]

In den beiden letzteren Fällen spricht man in Folge dann von Tief über dem westlichen Mittelmeer (TwM, Genuatief). Diese Tiefs können in Folge zu schweren Regen auf der Italienischen Halbinsel und im südlichen Alpenraum führen.